# 弗里茨·哈尔曼

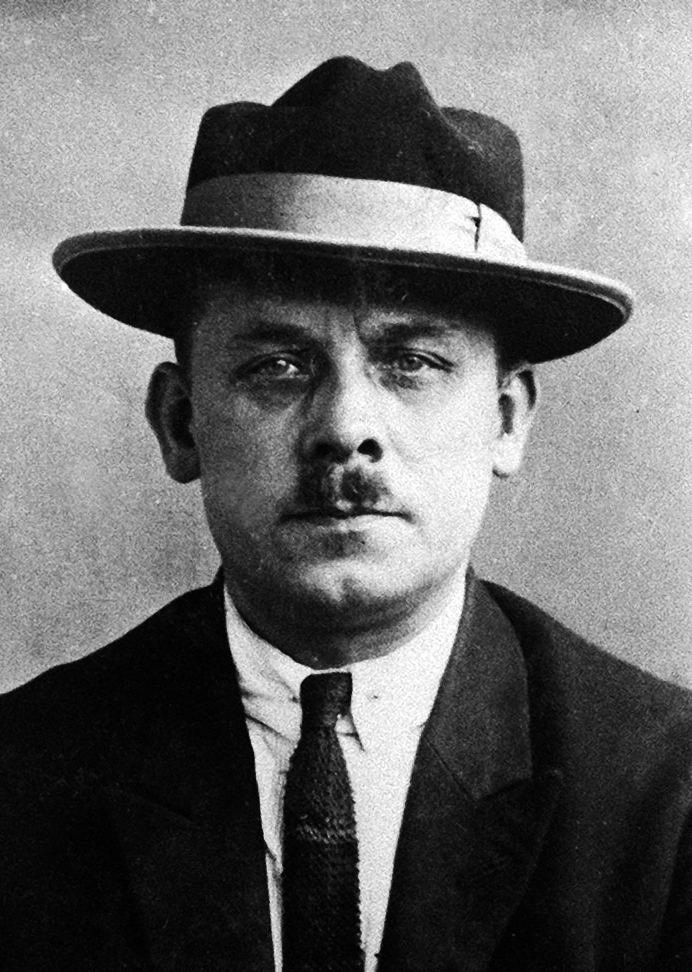
弗里茨·哈尔曼

弗里茨·哈尔曼（1879年10月25日—1925年4月15日）是一名德国连环强奸犯、连环杀人犯，曾在1918-1924年间于汉诺威性侵、谋杀、肢解至少24名男青年和男孩。哈尔曼经常以咬穿被害人喉咙的方式殺死對方。哈尔曼被控犯有27起谋杀，其中24起被判有罪，于1924年12月被判处死刑。1925年4月，哈尔曼在斷頭台被处决。